# خزروان
خَزَروان پهلوانی از لشکر افراسیاب است که زال او را با ضربهٔ گرز کشت.

## خزروان در شاهنامه
متون شاهنامه مانند برخی دیگر از نام‌آوران و بزرگان خزروان را نیز در دو مقطع زمانی نام می‌برد که فاصله تاریخی زیادی از هم دارند. خزروان نخست در زمان زال بود ولی خرزوان دوم مربوط بدوران ساسانی و در زمان بهرام گور است او نیز در حمله بزرگ خاقان چین به ایران‌زمین از مرزبانان ایرانی شناخته می‌شود:
| پس آگاهی آمد به بهرام‌شاه   |  | که آمد ز چین اندر ایران سپاه |
| جهاندار گستهم را پیش خواند |  | ز خاقان چین چند با او براند  |
| کجا پهلوان بود و دستور بود |  | چو رزم آمدی پیش، رنجور بود   |
| دگر مهرپیروز به‌زاد را      |  | سوم مهربرزین خرّاد را         |
| چو بهرام‌پیروز بهرامیان     |  | خزروان رهّام با اندیان        |

مسلماً گستهم، رهام، خرّاد و خزروان در متن فوق همان نام‌آوران دوران باستان نیستند امّا ممکن است مهرپیروز، مهربرزین و اندیان متعلق به دوران ساسانی باشند.